# Irish Open Challenger 2008
L'Irish Open Challenger 2008, noto come Shelbourne Irish Open 2008 per motivi di sponsorizzazione, è stato un torneo professionistico maschile di tennis facente parte della categoria ATP Challenger Series nell'ambito delle ATP Challenger Series 2008.
È stata la terza e ultima edizione di questo torneo Challenger, si è giocata a Dublino in Irlanda dal 30 giugno al 6 luglio 2008 sui campi in sintetico all'aperto del Fitzwilliam Lawn Tennis Club con un montepremi di €64 000+H. L'anno successivo il suo posto fu preso dal torneo del circuito ITF Futures Ireland F2, che si svolse sugli stessi campi tra il 22 e il 28 giugno.

## Vincitori

### Singolare
Robert Smeets ha battuto in finale  Frederik Nielsen con il punteggio di 7–6(5) 6–2

### Doppio
Prakash Amritraj /  Aisam-ul-Haq Qureshi hanno battuto in finale  Jonathan Marray /  Frederik Nielsen con il punteggio di 6–3 7–6(6)